# Mesosemia minos
Mesosemia minos is een vlindersoort uit de familie van de prachtvlinders (Riodinidae), onderfamilie Riodininae.
Mesosemia minos werd in 1859 beschreven door Hewitson.